# Savoye-getijdenboek

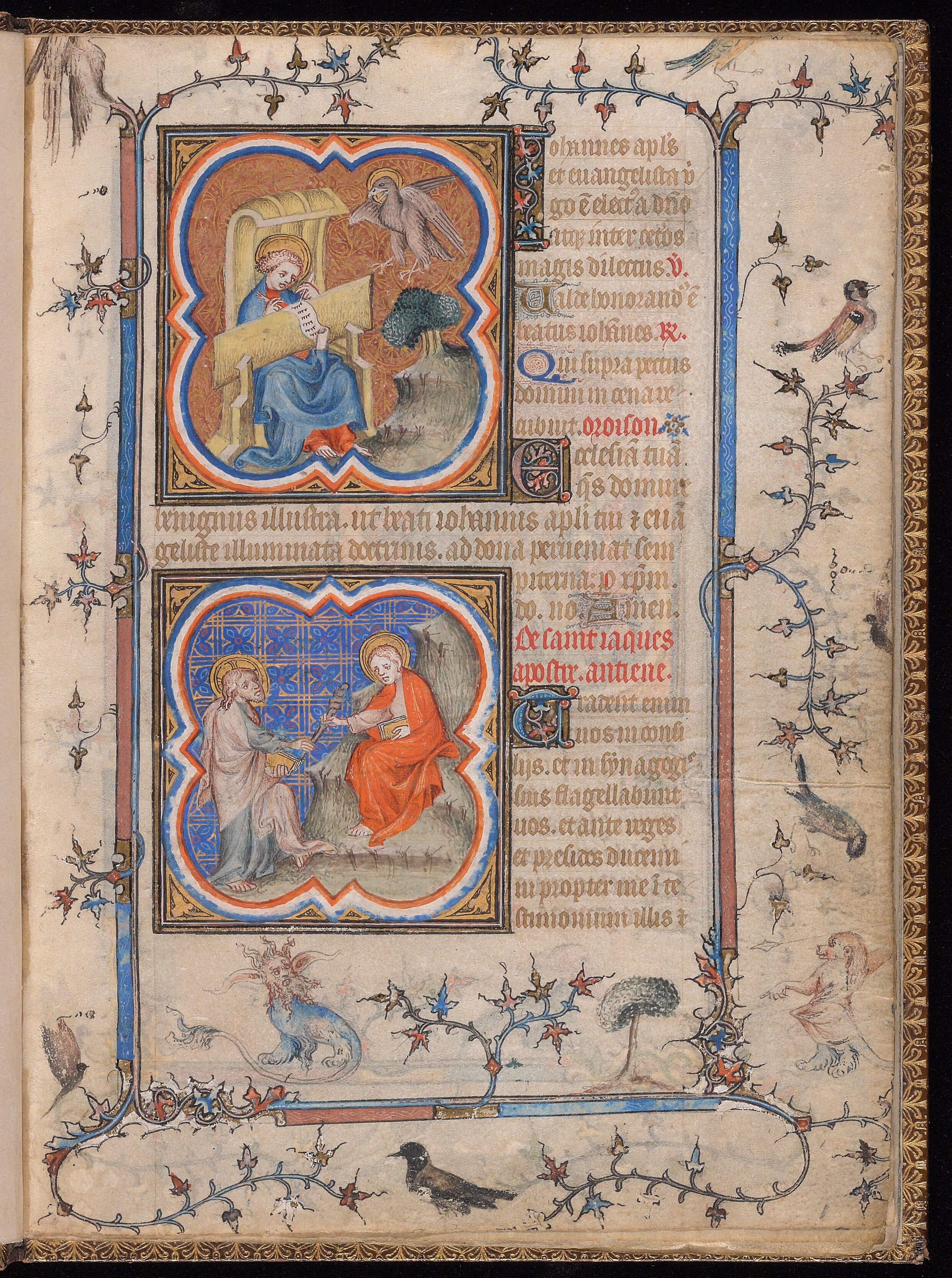
Savoye-getijdenboek, f1r Johannes de evangelist en de verschijning van Christus aan de apostel Jacobus de meerdere.

 Het Savoye-getijdenboek is een Frans getijdenboek uit het tweede kwart van de 14e eeuw. Het werd gemaakt voor Blanche van Bourgondië, gemalin van Eduard van Savoye,  gravin van Savoye die via haar moeder Agnes van Frankrijk een kleindochter was van de Heilige Lodewijk.

## Geschiedenis
Het handschrift heeft een zeer bewogen geschiedenis gekend. Het werd vervaardigd omstreeks 1335-1340. Waarschijnlijk niet vroeger dan 1329 het jaar waarin Edward overleed. Blanche was op tientallen miniaturen in het handschrift afgebeeld, maar geen enkele keer met haar echtgenoot. Dit doet veronderstellen dat ze al weduwe was toen het handschrift in productie was. Vermits Blanche zelf overleed in 1349 moet het handschrift daarvoor zijn gemaakt. Op basis van stijlkenmerken plaatsen deskundigen het in de periode van 1335 tot 1340.
Na de eerste eigenares, duikt het handschrift van zijn groottante op bij Karel V de bibliofiele Franse koning. Het handschrift wordt vermeld in een inventaris van Gilles Malet, de bibliothecaris van de koning, opgesteld op 11 april 1380. In zijn inventaris van 1373 wordt het boek niet vermeld, waaruit opgemaakt kan worden dat het tussen 1373 en 1380 in zijn bezit is gekomen. Hoe het handschrift bij Karel is terechtgekomen is niet bekend, het zou mogelijk zijn dat het handschrift eerst overging naar Jeanne Van Bourgondië (†1361) en bij het overlijden van Jeanne verkocht werd en zo bij Karel V terechtkwam.
Karel V liet een sectie van 60 folia toevoegen aan het handschrift dat er al om en bij de 250 bevatte. In die sectie wordt de koningin Jeanne de Bourbon die overleed in 1378, samen met haar echtgenoot afgebeeld. Deze toevoeging werd dus waarschijnlijk voor 1378 gemaakt.
Na Karel V komt het handschrift in bezit van diens zoon Karel VI van Frankrijk die het op 7 juli 1409 aan zijn oom Jean de Berry schenkt. Van deze datum zijn we zeker via een ex libris dat in het boek werd aangebracht door Jean Flamel, de secretaris van de hertog. Flamel heeft op de twee volgende folia ook een volledige gedetailleerde inhoudslijst van het handschrift gegeven. In 1413 komt het handschrift niet meer voor op een inventaris die de garde des joyaux, Robert of Robinet d’Estampes eind januari 1413 opstelt. Het handschrift is verdwenen in de nevelen van de geschiedenis.
In de 17e eeuw duikt het weer op, bij het huis van Savoye, namelijk bij de graaf Victor-Amadeus II, op dat moment koning van Piëmont-Sardinië, die het boek, samen met de rest van zijn bibliotheek, in 1720 aan de Universiteit van Turijn schenkt als basis voor de universiteitsbibliotheek. Deze bibliotheek zal later omgevormd worden tot de Biblioteca Nazionale di Torino. In 1904 woedt er een brand en de helft van de 4200 manuscripten van de bibliotheek wordt vernietigd, ook de Savoye-getijden gaan in de brand onherroepelijk verloren. Er bleven slechts de reproducties van twee folia over die in 1899 waren gepubliceerd.
Maar in 1910 ontdekt de benedictijnse monnik Dom Blanchard in de Catholic Episcopal Library of Portsmouth Cathedral een manuscript van 26 folia, aan de kathedraal geschonken door John Vertue, de eerste bisschop van Portsmouth. De gift maakte deel uit van een verzameling met dertig andere middeleeuwse handschriften en een belangrijke verzameling gedrukte boeken. Broeder Blanchard ziet meteen dat het een waardevol boek betreft en na enig studiewerk beseffen de experten dat ze een deel van de Savoye-getijden hebben teruggevonden. Al in 1910 zal Henry Yates Thompson een facsimile laten uitgeven van het teruggevonden gedeelte. Paul Durrieu, die het manuscript in Turijn grondig had bestudeerd voor de brand in 1904, publiceert in 1911 zijn Notice d'un des plus importants livres de priéres du roi Charles V, les Heures de Savoie, waarin hij een compleet overzicht geeft van hoe het boek er moet uitgezien hebben voor de catastrofale brand in Turijn en hij de ontdekte folia in hun context plaatst. Durrieu had bij zijn studie in Turijn vastgesteld dat het handboek niet meer volledig was. Naast het psalter ontbraken er nog verscheidene folia. Uit vergelijking met de vondst in Portsmouth kon hij concluderen dat behalve het psalter en 10 andere folia, het Portsmouth handschrift de ontbrekende folia bevatte.
Portsmouth werd zwaar gebombardeerd tijdens de Tweede Wereldoorlog en in 1941 besloot men van de kathedraalbibliotheek over te brengen naar Winchester. In de zestiger jaren van vorige eeuw werd de Londense antiquaar William Fletcher gevraagd om de bibliotheek te waarderen. Fletcher die de waarde van de Savoye getijden besefte plaatste het handschrift in verzekerde bewaring in een kluis. Kort daarop werd er in de kathedraal ingebroken, de bibliotheek bleef onaangeroerd, maar de kluis werd opengebroken en het handschrift was verdwenen samen met twee pond aan geld. De dieven waren niet al te snugger want ze gingen ervandoor met het geld en gooiden het boek buiten in de struiken. Uiteindelijk werd het handschrift op 5 juli 1967 bij Christie's in Londen verkocht aan de boekhandelaar H.P. Kraus voor £23.000. En tot slot werd het handschrift met de zeer bewogen geschiedenis in 1969 aangekocht door Edwin J. Beinecke als een gift voor de Beinecke bibliotheek van de Yale-universiteit in New Haven waar het nu bewaard wordt als Ms. 390.

## Beschrijving
Het handschrift mat origineel 250 × 170 mm maar werd in de loop van zijn tumultueuze geschiedenis getrimd op 201 × 147 mm waarbij zelfs de margedecoratie hier en daar beschadigd werd. Het telde origineel ongeveer 280 folia en niet minder dan 177 miniaturen van ongeveer 52 × 64 mm die telkens in een vierlobbig gotisch raamwerk worden voorgesteld met een donkere achtergrond met goudlijntjes in vierkantjes of ruitjes onderverdeeld. In de kalender waren er 24 vignetten. Als het handschrift in het bezit was van Karel V werd het uitgebreid met een sectie van 60 folia en nog eens 68 miniaturen. Het was duidelijk de betrachting om de toevoeging zo getrouw mogelijk te laten aansluiten bij het originele deel. Aan de vorm en densiteit van het schrift en de lay-out van de miniaturen werd de meeste zorg besteed om het op het origineel te doen te lijken. Het bewaarde gedeelte bevat nog 50 van de 255 miniaturen die in het origineel voorkwamen.

## Inhoud
De inhoud van het werk was vrij opmerkelijk. Het getijdenboek bevatte een aantal getijden die zelden voorkomen. Hieronder de inhoud zoals die was in 1409 ten tijde van Jean de Berry en dan ook de huidige inhoud van de 26 folia die bewaard zijn gebleven.

### Ex libris van Flamel 1409
De inhoudslijst werd in 1409 door Jean Flamel, de secretaris van de hertog van Berry, in het boek zelf opgenomen. De weergegeven items die we hier weergeven zijn een vertaling van de Middelfranse tekst van Flamel. De nummering in Romeinse cijfers is afkomstig van Durrieu, die in zijn omstandig overzicht van de onderdelen naar dit nummer verwees om een gedetailleerde omschrijving van de miniaturen in elke sectie te geven en te vermelden welke van de miniaturen uit het Portsmouth handschrift in die sectie thuis horen. Ook Wieck presenteert een overzichtelijke inhoudstafel die volledig gelijk loopt met die van Durrieu.
De aanduiding van de pagina's in de derde kolom verwijst naar de paginanummering die terug te vinden was in het handschrift voor de brand in Turijn. Het is wel degelijk een paginanummering en geen foliatie, zoals die meestal in handschriften wordt gebruikt. Het handschrift in Turijn bevatte ook een foliatie maar die sloeg, steeds volgens Durrieu, nergens op, tenzij op een vroegere compleet foutieve samenstelling van het handschrift bij het herinbinden. De paginatie kwam wel overeen met de volgorde van de secties zoals in 1409 genoteerd door Flamel.
De vierde kolom geeft het aantal miniaturen dat in de betreffende sectie, in de Turijnse situatie werd gevonden. Een volledige beschrijving hiervan is te vinden bij Durrieu. De notatie "8/3" betekent dat 8 miniaturen en 3 andere items zoals gehistorieerde initialen, marge of bas-de-page taferelen. Met "7+1" wordt bedoeld dat er waarschijnlijk 8 miniaturen waren waarvan er 1 ontbrak in de Turijnse tijd.
| Nr     | Titel | Pag.        | Min. |
| ------ | --- | ----------- | ---- |
| I      | Kalender | 1-12        | 24   |
| II     | Psalter | na          | 8(?) |
| III    | Getijden van de Drievuldigheid                                                                                 | 13-64       | 24   |
| IV     | Getijden van de Heilige Geest                                                                                  | 65-90       | 8    |
| V      | Mariagetijden voor gebruik in Parijs                                                                           | 93-134      | 8    |
| VI     | Passiegetijden                                                                                                 | 137-170     | 8    |
| VII    | Getijden van Johannes de Doper                                                                                 | 171-198     | 8    |
| VIII   | Getijden van de engelen                                                                                        | 119-229     | 7+1  |
| IX     | Gebeden tot Onze Lieve Vrouw                                                                                   | 230-23      | 1/1  |
| X      | Getijden van Johannes de Evangelist                                                                            | 239-262     | 7+1  |
| XI     | Getijden van de Heilige Lodewijk                                                                               | 263-294     | 8/1  |
| XII    | Getijden van Lodewijk van Marseille                                                                            | 295-318     | 8    |
| XIII   | Getijden van Maria Magdalena                                                                                   | 319-336     | 6+2  |
| XIV    | Gebeden over de passie, tot de engelen, alle heiligen en de Drievuldigheid                                     | 337-350     | 6    |
| XV     | Dodenvigilie                                                                                                   | 351-382     | 1    |
| XVI    | De zeven boetepsalmen en de litanie                                                                            | 393-398     | 1    |
| XVII   | De bedevaartspsalmen                                                                                           | 399-406     | 1    |
| XVIII  | Verschillende gebeden tot God, Onze Lieve Vrouw, de apostelen, verscheidene martelaren, confessoren en maagden |             |      |
| xviii  | Deel 1: Gebeden tot god en Onze Lieve Vrouw                                                                    | 407-424/435 | 19   |
| xviii  | Deel 2: Gebeden tot de apostelen                                                                               | 436         | 1+4  |
| xviii  | Deel 3: Gebeden tot verscheidene martelaren                                                                    | 425-434     | 10+1 |
| xviii  | Deel 4: Gebeden tot verscheidene confessoren                                                                   | 437-438     | 2+12 |
| xviii  | Deel 5: Gebeden tot verscheidene maagden                                                                       | na          | 0+14 |
| XIX    | Gebeden tot de paus en geestelijken                                                                            | na          | 0+1  |
| XX     | Gebeden voor de koningen en de prinsen                                                                         | na          | 0+1  |
| XXI    | Gebeden voor de werkenden                                                                                      | na          | 0+1  |
| XXII   | Gebeden voor diegenen die in staat van doodzonde zijn                                                          | na          | na   |
| XXIII  | Gebeden voor hen die op zee in gevaar zijn                                                                     | na          | na   |
| XXIV   | Gebeden voor de gevangenen                                                                                     | na          | na   |
| XXV    | Gebeden voor hen die aalmoezen geven                                                                           | na          | 0+1  |
| XXVI   | Gebeden voor verwanten en vrienden                                                                             | na          | 0+1  |
| XXVII  | Gebeden voor mezelf                                                                                            | na          | 0+1  |
| XXVIII | Gebeden voor de zielen in het vagevuur                                                                         | na          | 0+1  |
| XXIX   | Gebeden tot de Drievuldigheid en meerdere heiligen                                                             | na          | 0+5  |

Hier eindigde het originele getijdenboek van Blanche van Savoye en begon het gedeelte dat later werd toegevoegd door Karel V.
| Nr      | Titel | Pag.    | min. |
| ------- | --- | ------- | ---- |
| XXX     | Gebeden tot God, Onze Lieve Vrouw, meerdere martelaren, apostelen, belijders en andere heiligen en Heilige maagden | 439-457 | 23+6 |
| XXXI    | Gebeden tot de relieken                                                                                            | 458     | 1    |
| XXXII   | Gebeden voor de vrede                                                                                              | 459     | 1    |
| XXXIII  | Meerdere gebeden tot God                                                                                           | 460-486 | 12   |
| XXXIV   | Gebeden bij het volgen van de mis                                                                                  | 486     | 1    |
| XXXV    | Gebeden bij het opstaan en het slapen gaan                                                                         | 486-488 | 1    |
| XXXVI   | Gebeden van het heilig kruis                                                                                       | 489     | 1    |
| XXXVII  | Gebeden tot de heilige Denis (Dionysius van Parijs)                                                                | 492     | 1    |
| XXXVIII | Gebeden tot de Heilige Lodewijk                                                                                    | 495     | 1    |
| XXXIX   | Gebeden voor de communie                                                                                           | 499     | 1    |
| XL      | Gebeden tot de Drievuldigheid                                                                                      | 501-518 | 4    |
| XLI     | Andere gebeden tot God                                                                                             | 518     | 0    |
| XLII    | Ander gebed voor het opstaan                                                                                       | 519     | 1    |
| XLIII   | Het evangelie naar Johannes                                                                                        | 525     | 1    |
| XLIV    | Een andere mis voor de Drievuldigheid                                                                              | 526     | 1    |
| XLV     | Een mis voor de heilige Denis (Dionysius van Parijs)                                                               | 530     | 1    |
| XLVI    | Een dodenmis | 533     | 1    |
| XLVII   | Een mis voor de Heilige Lodewijk                                                                                   | 535     | 1    |
| XLVIII  | Een mis voor de engelen                                                                                            | 537     | 1    |
| XLIX    | Een mis voor de Heilige Geest                                                                                      | 539     | 1    |
| L       | Een mis van het kruis                                                                                              | 541     | 1    |
| LI      | Een mis van de relieken                                                                                            | 543     | 1    |
| LII     | Een mis voor de Onze Lieve Vrouw                                                                                   | 545     | 1    |
| LIII    | Gebeden tot Petrus en Paulus                                                                                       | 548     | 1    |
| LIV     | Het psalter van Hiëronumus                                                                                         | 549-558 | 1    |

De nummering in Romeinse cijfers, toegevoegd door Paul Durrieu,, correspondeert met de actuele inhoudslijst hieronder.

### Portsmouth
De 26 folia die men in Portsmouth terugvond, zijn dus grotendeels afkomstig uit de suffragia van het originele handschrift. Ze komen uit de volgende secties volgens de ex libris van Flamel:
VIII Getijden van de engelen
- f5r: Engelen die een ridder beschermen
- f12v: Engelen die Christus bedienen na de bekoring in de woestijn

XVIII Deel 2: Gebeden tot de apostelen
- f11r: Een groep van apostelen
- f11v: Blanche van Bourgondië in gebed voor Johannes de Evangelist
- F6r: Blanche van Bourgondië in gebed voor Andreas
- f6v: Blanche van Bourgondië in gebed voor Jacobus

XVIII Deel 3: Gebeden tot verscheidene martelaren
- f3r: Meerdere martelaren

XVIII Deel 4: Gebeden tot verscheidene confessoren
- f3v: Blanche in gebed voor de Heilige Lodewijk
- f13r: Blanche in gebed voor de Heilige Silvester
- f13v: Blanche in gebed voor de Heilige Augustinus
- f14r: Sint Maarten die zijn mantel verdeeld
- f14v: Blanche in gebed voor de Heilige Remigius
- f15r: Blanche in gebed voor de Heilige Eligius
- f15v: Blanche in gebed voor de Heilige Antonius
- f16r: De heilige Leonardus met twee gevangenen
- f16v: Blanche in gebed voor de Heilige Gregorius
- f7r: Blanche in gebed voor de Heilige Benedictus
- f7v: Een groep confessoren met de H. Lodewijk in het midden
- f17r: Blanche in gebed voor de Heilige Romaricus

XVIII Deel 5: Gebeden tot verscheidene maagden
- f17v: De dood van Sint Agnes
- f18r: De marteling van Sint Agatha
- f18v: De kroning van Cecilia en Valeriaan
- f19r: Blanche van Bourgondië in gebed voor Sint Lucia
- f19v: Blanche van Bourgondië in gebed voor SintUrsula
- f20r: Visitatie
- f20v: Blanche van Bourgondië in gebed voor Sint Genoveva
- f21r: Blanche van Bourgondië in gebed voor Sint Gertrudis
- f21v: Blanche van Bourgondië in gebed voor Sint Barbara
- f8r: Blanche van Bourgondië in gebed voor Maria Magdalena
- f8v: Blanche van Bourgondië in gebed voor Sint Cahterina
- f9r: Sint Margaretha die uit de draak ontsnapt
- f9v: Blanche van Bourgondië in gebed voor de Heilige Klara

XIX Gebeden tot de paus en geestelijken
- f22v: De paus omringd door verscheidene geestelijken

XX Gebeden voor de koningen en de prinsen
- f23r: Een groep koningen en edelen

XXI Gebeden voor de werkenden
- f23v: Drie boeren die het land bewerken

XXV Gebeden voor hen die aalmoezen geven
- f24r: Twee personen die aalmoezen uitdelen aan de armen

XXVI Gebeden voor verwanten en vrienden|
- f24v: Blanche in gebed voor een altaar

XXVII Gebeden voor mezelf
- f25r: Blanche in gebed voor een altaar

XXVIII Gebeden voor de zielen in het vagevuur
- f25v: Het vagevuur met twee zielen die gaan bevrijd worden door twee engelen

XXIX Gebeden tot de Drievuldigheid en meerdere heiligen
- f25r: Blanche in gebed voor de Heilige Drievuldigheid
- f2v: Engelen
- f10r: Alle heiligen
- f10v: Blanche, rechtop staand, die de mis volgt
- f26v: Tekst met de 5 vreugden van Maria
- f26r: Vervolg en einde van de tekst met de 5 vreugden van Maria. Dit was waarschijnlijk de laatste folio van het oorspronkelijke getijdenboek.

Het deel van het handschrift dat Karel V liet toevoegen was nagenoeg volledig behouden in de Turijnse versie. Hiervan is één folio teruggevonden in Portsmouth.
XXX Gebeden tot God, Onze Lieve Vrouw, etc.
- f4r: Karel V biddend tot de heilige Antonius
- f4r: Julianus Hospitator in een boot
- f4v: De heilige Leonardus die gevangen bevrijdt

## De verluchting

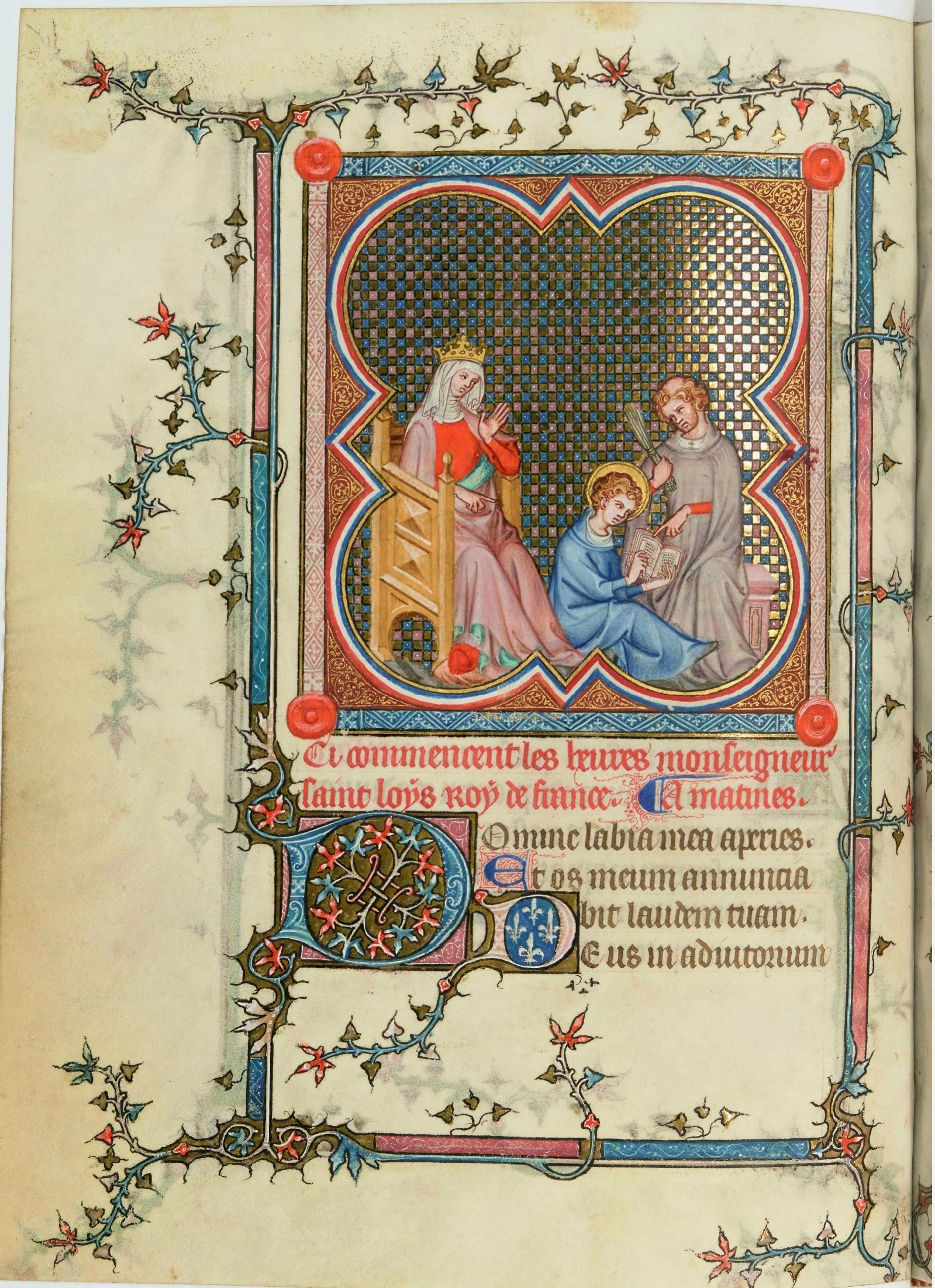
Jean le Noir, Getijdenboek van Jeanne II de Navarre, fol 85v; Blanche de Navarre en haar zoon Lodewijk IX die leert lezen

Het handschrift werd waarschijnlijk verlucht door Jean le Noir en zijn atelier. Als men de miniaturen in de Savoye-getijden vergelijkt met die van het getijdenboek van Johanna van Navarre, ziet men een grote gelijkenis in de stijl. Alle miniaturen hebben (hadden) ongeveer dezelfde lay-out. Ze waren ongeveer vierkant en waren 52 à 64 mm groot. Elke miniatuur heeft een vierlobbig beeldvlak in een vierkant kader. De vierlobbige beeldrand was meestal driekleurig, blauw-wit-rood of rood-wit-blauw. De achtergrond is meestal donker gekleurd en versierd met goudlijnen in vierkant of ruit of goudranken en dergelijke meer. De marges zijn versierd met een vrij eenvoudige klimoprank met hier en daar vogels, vlinders, dieren, personages en grotesken.
De toevoeging van Karel V is toe te schrijven aan de meester van de Bijbel van Jean de Sy.

## Iconografie
Wat dit getijdenboek bijzonder maakt, zijn de afbeeldingen die de opdrachtgeefster van zichzelf heeft laten maken. In 25 van de 73 miniaturen in de suffragia laat Blanche zichzelf afbeelden. Dat was nooit gezien voor die tijd. Er is zelfs een gebed voor haarzelf opgenomen, gerubriceerd als pour moi especial. Ze wordt meestal geknield biddend tot een of andere heilige afgebeeld, maar als men de miniaturen aandachtig bekijkt (zie weblinks), is er geen drempel tussen de heilige van dienst en Blanche. Ze zet zich op gelijke voet en in dezelfde ruimte als de heilige, weliswaar nog geknield.
Toen Karel V het boek verwierf, was hij waarschijnlijk onder de indruk van de encyclopedische cycli van de miniaturen, maar vooral van het gebruik van de portretten. Karel V liet het handschrift gevoelig uitbreiden met 60 folios waarop 68 miniaturen zijn terug te vinden. Op 34 daarvan is Karel afgebeeld. In imitatie van Blanche liet hij zich afbeelden biddend tot de heiligen, de Drievuldigheid, de Heilige Maagd, voor een kruisbeeld, voor reliekschrijnen, tijdens de mis en tot in zijn bed.
Volgens Robert Wieck zou het best mogelijk zijn dat ook de broer van Karel V, Jean de Berry, zijn Petites Heures zou besteld hebben in 1375 op basis van de Savoye-getijden die hij waarschijnlijk bij zijn broer had gezien. Het is een luxueus en volumineus werk voor een getijdenboek dat qua inhoud en iconografie verwant lijkt met het Savoye-getijdenboek. Het bevat 290 folia met 213 miniaturen en 24 kalender vignetten en ook De Berry liet zich, in dit eerste boek dat hij bestelde, uitgebreid portretteren.

## Weblink
- Beinecke digital library (Type Savoy hours in het search-veld en klik de Go-knop. Klik daarna op Show all images in this set)